# Dekanat Filipów
Dekanat Filipów – jeden z 22 dekanatów w rzymskokatolickiej diecezji ełckiej.

## Parafie
W skład dekanatu wchodzi 6 parafii:
- parafia św. Jakuba Apostoła – Bakałarzewo
- parafia św. Andrzeja Boboli – Dubeninki
- parafia Wniebowzięcia Najświętszej Maryi Panny – Filipów
- parafia Trójcy Przenajświętszej – Nowa Pawłówka
- parafia Narodzenia Najświętszej Maryi Panny – Przerośl
- parafia św. Michała Archanioła – Żytkiejmy

## Sąsiednie dekanaty
Gołdap, Olecko – Niepokalanego Poczęcia NMP, Olecko – św. Jana Apostoła, Suwałki – Ducha Świętego, Suwałki – Miłosierdzia Bożego